# 波沃里诺区
波沃里诺区（俄语：Поворинский район）是俄罗斯联邦沃罗涅日州下辖的一个区，其行政中心为波沃里诺。据2016年统计，该区的人口为32472人。